# Cochlespira
Cochlespira là một chi ốc biển, là động vật thân mềm chân bụng sống ở biển trong họ Turridae.

## Các loài
Các loài thuộc chi Cochlespira bao gồm:
- Cochlespira beuteli Powell, 1969[3]
- Cochlespira bevdeynzerae Garcia, 2010
- Cochlespira cavalier Garcia, 2010
- Cochlespira cedonulli (Reeve, 1843)[4]
- Cochlespira crispulata (Martens, 1901)[5]
- Cochlespira elegans (Dall, 1881)[6]
- Cochlespira elongata Simone, 1999[7]
- Cochlespira kuroharai (Kuroda, 1959)[8]
- Cochlespira laurettamarrae Garcia, 2010
- Cochlespira leeana Garcia, 2010
- Cochlespira pulchella (Schepman, 1913)[9]
- Cochlespira pulcherrissima (Kira, 1955)[10]
- Cochlespira radiata (Dall, 1889)[11]
- Cochlespira simillima Powell, 1969[12]
- Cochlespira travancorica (Smith E. A., 1896)[13]
- Cochlespira zanzibarica Sysoev, 1996[14]